# Entraîneurs des Knicks de New York
Le tableau suivant est un récapitulatif des différents entraîneurs des Knicks de New York, au fil des saisons.  
L'équipe est actuellement entraînée par Mike Brown.
Il y a eu 31 entraîneurs au sein de la franchise des Knicks. Red Holzman a été le premier entraîneur de l'année de la NBA de la franchise et il est le leader en nombre de matchs de saison régulière entraînés, gagnés, ainsi que les matchs de Playoffs entraînés et gagnés. Holzman a été intronisé au Hall of Fame en 1986 en tant qu'entraîneur.  
Outre Holzman, Rick Pitino, Don Nelson, Pat Riley, Lenny Wilkens et Larry Brown ont été intronisés au Hall of Fame en tant qu'entraîneurs. Quatre entraîneurs ont été nommés sur la liste des 10 meilleurs entraîneurs de l'histoire de la NBA. 
Neil Cohalan, Joe Lapchick, Vince Boryla, Carl Braun, Eddie Donovan et Herb Williams ont passé toute leur carrière d'entraîneur avec les Knicks. 

## Légende
| MC          | Matchs coachés                                         |
| V           | Victoires                                              |
| D           | Défaites                                               |
| % Victoires | Pourcentage de victoires                               |
| *           | A passé toute sa carrière d'entraîneur avec les Knicks |
|             | Élu au Hall of Fame en tant qu'entraîneur              |

## Entraîneurs

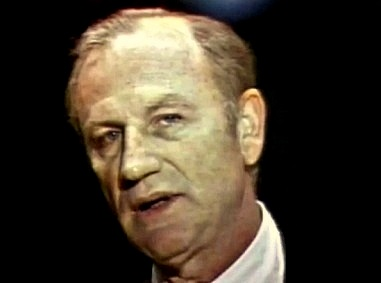
Red Holzman
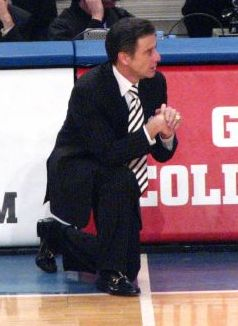
Rick Pitino
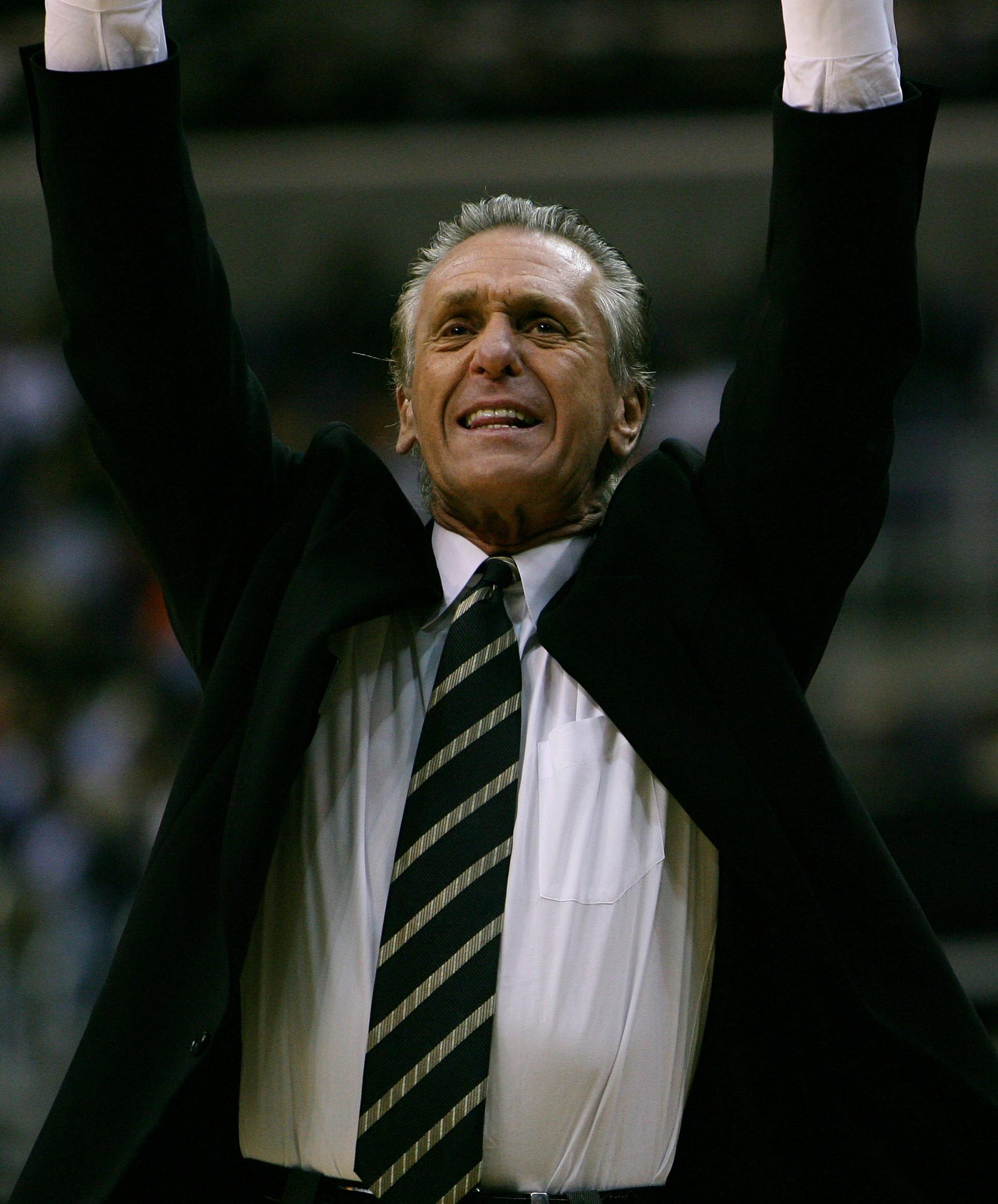
Pat Riley
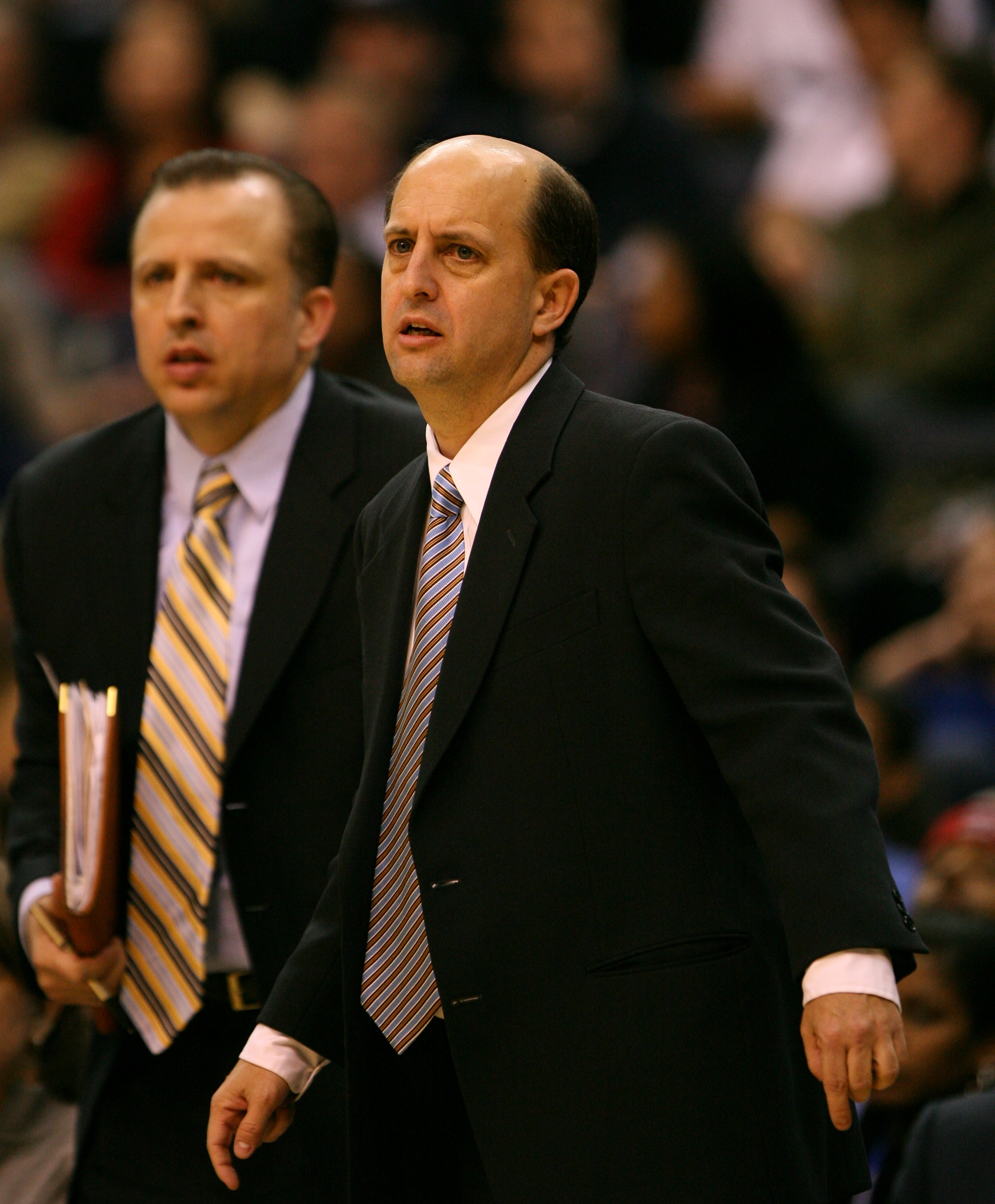
Jeff Van Gundy
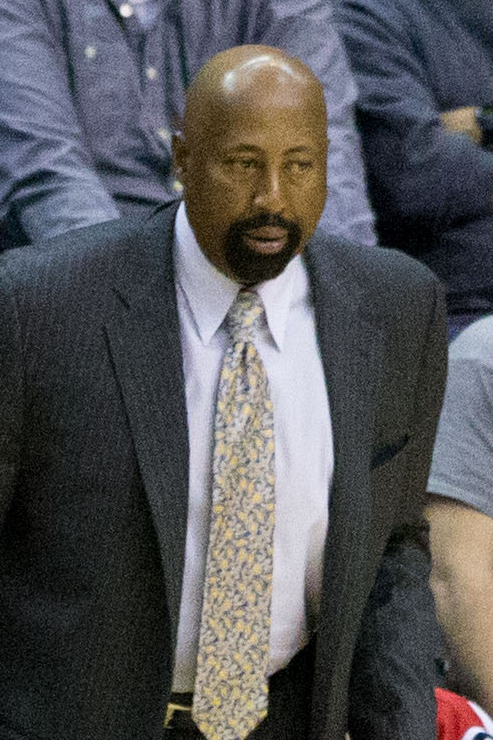
Mike Woodson
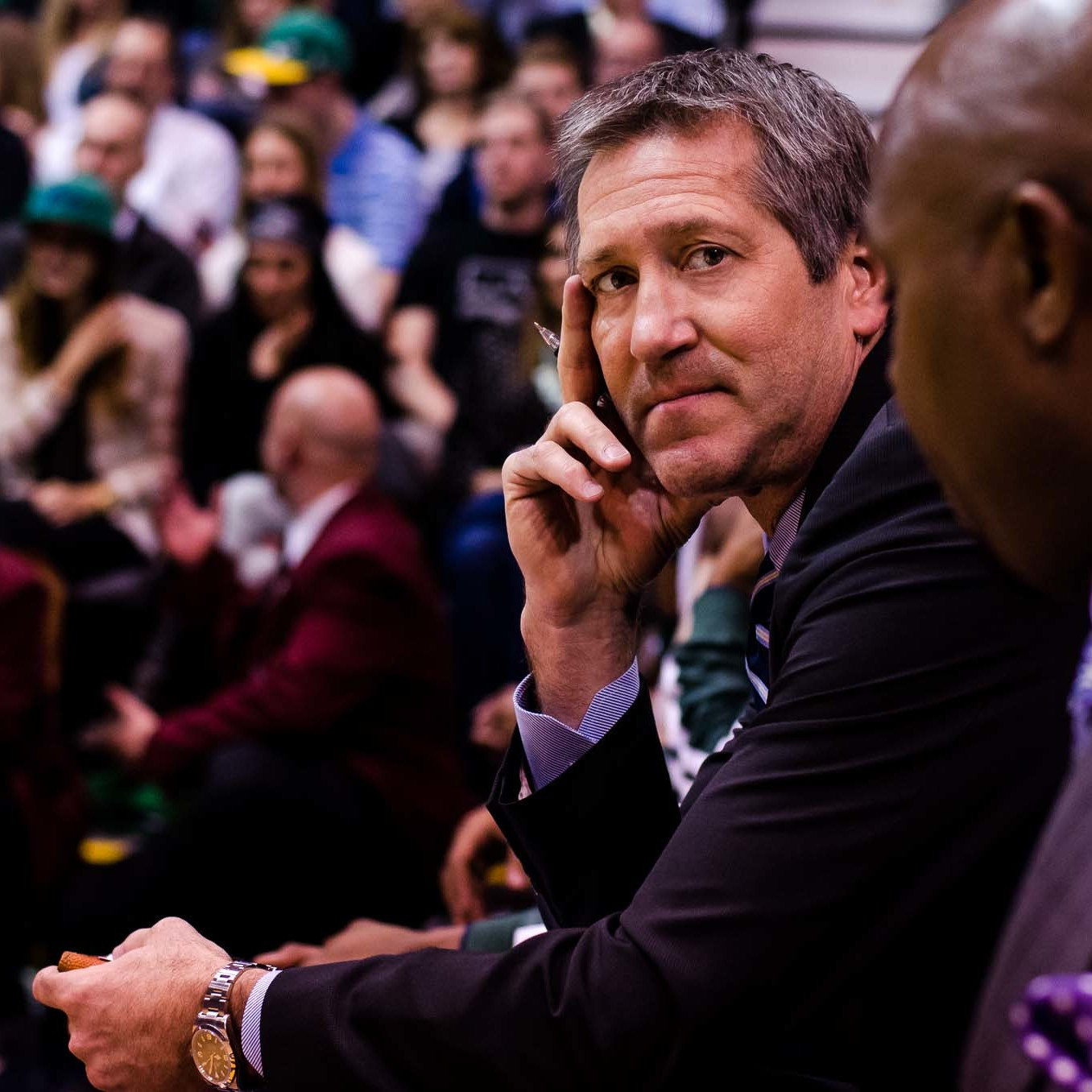
Jeff Hornacek
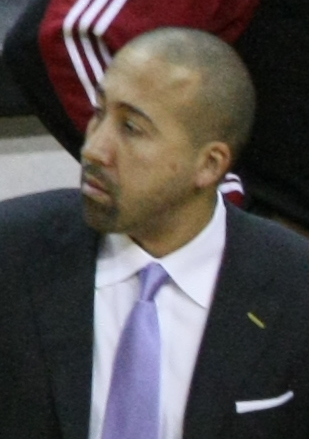
David Fizdale

Remarque : Les statistiques sont correctes jusqu'à la fin de la saison 2024-2025.
| #  | Nom             | Période                                   | MC               | V                | D                | %V               | MC       | V        | D        | %V       | Récompenses |
| #  | Nom             | Période                                   | Saison régulière | Saison régulière | Saison régulière | Saison régulière | Playoffs | Playoffs | Playoffs | Playoffs | Récompenses |
| -- | --------------- | ----------------------------------------- | ---------------- | ---------------- | ---------------- | ---------------- | -------- | -------- | -------- | -------- | --- |
| 1  | Neil Cohalan *  | 1946-1947                                 | 60               | 33               | 27               | 55,0 %           | 5        | 2        | 3        | 40,0 %   | |
| 2  | Joe Lapchick *  | 1947-1956                                 | 573              | 326              | 247              | 56,9 %           | 60       | 30       | 30       | 50,0 %   | |
| 3  | Vince Boryla *  | 1956-1958                                 | 165              | 80               | 85               | 48,5 %           | —        | —        | —        | —        | |
| 4  | Andrew Levane   | 1958-1959                                 | 99               | 48               | 51               | 48,5 %           | 2        | 0        | 2        | 0 %      | |
| 5  | Carl Braun *    | 1959-1961 (en tant que joueur-entraîneur) | 127              | 40               | 87               | 31,5 %           | —        | —        | —        | —        | |
| 6  | Eddie Donovan * | 1961-1965                                 | 278              | 84               | 194              | 30,2 %           | —        | —        | —        | —        | |
| 7  | Harry Gallatin  | 1965                                      | 63               | 25               | 38               | 39,7 %           | —        | —        | —        | —        | |
| 8  | Dick McGuire    | 1965-1967                                 | 177              | 75               | 102              | 42,4 %           | 4        | 1        | 3        | 25,0 %   | |
| 9  | Red Holzman     | 1967-1977                                 | 783              | 466              | 317              | 59,5 %           | 95       | 54       | 41       | 56,8 %   | Entraîneur de l'année (1970) 2 titres de champion NBA (1970, 1973) Fait partie du Top 15 des meilleurs entraîneurs de l'histoire de la NBA. |
| 10 | Willis Reed     | 1977-1978                                 | 96               | 49               | 47               | 51,0 %           | 6        | 2        | 4        | 33,3 %   | |
| —  | Red Holzman     | 1978-1982                                 | 314              | 147              | 167              | 46,8 %           | 2        | 0        | 2        | 0 %      | Fait partie du Top 15 des meilleurs entraîneurs de l'histoire de la NBA.                                                                    |
| 11 | Hubie Brown     | 1982-1986                                 | 344              | 138              | 190              | 40,1 %           | 18       | 8        | 10       | 44,4 %   | |
| 12 | Bob Hill        | 1986-1987                                 | 66               | 20               | 46               | 30,3 %           | —        | —        | —        | —        | |
| 13 | Rick Pitino     | 1987-1989                                 | 164              | 90               | 74               | 54,9 %           | 13       | 6        | 7        | 46,2 %   | |
| 14 | Stu Jackson     | 1989-1990                                 | 97               | 52               | 45               | 53,6 %           | 10       | 4        | 6        | 40,0 %   | |
| 15 | John MacLeod    | 1990-1991                                 | 67               | 32               | 35               | 47,8 %           | 3        | 0        | 3        | 0 %      | |
| 16 | Pat Riley       | 1991-1995                                 | 328              | 223              | 105              | 68,0 %           | 63       | 35       | 28       | 55,6 %   | Entraîneur de l'année (1993) Fait partie du Top 15 des meilleurs entraîneurs de l'histoire de la NBA.                                       |
| 17 | Don Nelson      | 1995-1996                                 | 59               | 34               | 25               | 57,6 %           | —        | —        | —        | —        | Fait partie du Top 15 des meilleurs entraîneurs de l'histoire de la NBA.                                                                    |
| 18 | Jeff Van Gundy  | 1996-2001                                 | 420              | 248              | 172              | 59,0 %           | 69       | 37       | 32       | 53,6 %   | |
| 19 | Don Chaney      | 2001-2004                                 | 184              | 72               | 112              | 39,1 %           | —        | —        | —        | —        | |
| 20 | Herb Williams * | 2004                                      | 1                | 1                | 0                | 100 %            | —        | —        | —        | —        | |
| 21 | Lenny Wilkens   | 2004-2005                                 | 81               | 40               | 41               | 49,4 %           | 4        | 0        | 4        | 0 %      | Fait partie du Top 15 des meilleurs entraîneurs de l'histoire de la NBA.                                                                    |
| —  | Herb Williams * | 2005                                      | 43               | 16               | 27               | 37,2 %           | —        | —        | —        | —        | |
| 22 | Larry Brown     | 2005-2006                                 | 82               | 23               | 59               | 28,0 %           | —        | —        | —        | —        | Fait partie du Top 15 des meilleurs entraîneurs de l'histoire de la NBA.                                                                    |
| 23 | Isiah Thomas    | 2006-2008                                 | 164              | 56               | 108              | 34,1 %           | —        | —        | —        | —        | |
| 24 | Mike D'Antoni   | 2008-2012                                 | 288              | 121              | 167              | 42,0 %           | 4        | 0        | 4        | 0 %      | |
| 25 | Mike Woodson    | 2012-2014                                 | 188              | 109              | 79               | 58,0 %           | 17       | 7        | 10       | 41,2 %   | |
| 26 | Derek Fisher *  | 2014-2016                                 | 136              | 40               | 96               | 29,4 %           | —        | —        | —        | —        | |
| 27 | Kurt Rambis     | 2016                                      | 28               | 9                | 19               | 32,1 %           | —        | —        | —        | —        | — |
| 28 | Jeff Hornacek   | 2016-2018                                 | 164              | 60               | 104              | 36,6 %           | —        | —        | —        | —        | — |
| 29 | David Fizdale   | 2018-2019                                 | 104              | 21               | 83               | 20,2 %           | —        | —        | —        | —        | — |
| 30 | Mike Miller *   | 2019-2020                                 | 44               | 17               | 27               | 38,6 %           | —        | —        | —        | —        | — |
| 31 | Tom Thibodeau   | 2020-2025                                 | 400              | 226              | 174              | 56,5 %           | 47       | 24       | 23       | 51,1 %   | Entraîneur de l'année (2021) |
| 32 | Mike Brown      | 2025-                                     | -                | -                | -                | -                | -        | -        | -        | -        | |

- Red Holzman
- Rick Pitino
- Pat Riley
- Jeff Van Gundy
- Mike Woodson
- Jeff Hornacek
- David Fizdale